# The Greatest Man That Ever Lived (Variations on a Shaker Hymn)
The Greatest Man That Ever Lived (Variations on a Shaker Hymn) (em português:  O Maior Homem que Já Alguma Vez Viveu (Variações de um Hino Shaker)) é um single lançado no iTunes do sexto álbum de estúdio da banda americana de rock alternativo Weezer, Weezer (The Red Album). A música apresenta semelhanças com "Simple Gifts", música do género Shaker, daí (Variations on a Shaker Hymn) no título da música. Para o vocalista e compositor da música Rivers Cuomo, The Greatest Man That Ever Lived (Variations on a Shaker Hymn) tem 13 temas diferentes, incluindo rap e imitações de outras bandas como Nirvana ou Aerosmith.
Na generalidade as críticas foram favoráveis à música nas suas apreciações. As únicas excepções vieram do site americano Tiny Mix Tapes e do site inglês No Ripcord. Depois do terceiro single ser anunciado, foi também anunciado um videoclipe, contudo este nunca se materializou, aparecendo num filme do realizador Warren Miller. Em adição, a música apareceu no jogo Rock Band.
Cuomo descreveu a música como a "mais ambiciosa" que já escreveu, sendo a sua música favorita dos Weezer.

## Composição
A música inclui piano, sirenes da polícia e Rivers Cuomo a cantar em falsete, num total de 11 versos seguidos. Numa entrevista para a Rolling Stone Cuomo, quando questionado como Vipassanā afecta a sua música, responde que esta música é muito diferente de qualquer uma que tenha escrito anteriormente:
"É a música mais ambiciosa que já tentei. Levei algumas semanas a compô-la. E em termos de letra, é um grande trabalho para mim. Tenho um longo historial na composição de músicas de um determinado tipo de lugar, e nesta, estou orgulhoso."
Por ordem, os temas são:
1. Live 0:00
2. Rap 0:35
3. Slipknot 1:00
4. Jeff Buckley 1:26
5. Coro 1:51
6. Aerosmith 2:17
7. Nirvana 2:43
8. Andrews Sisters 3:08
9. Green Day 3:33
10. Palavras faladas (fortemente inspirado por Elvis em "Are You Lonesome Tonight?") 4:06
11. Bach 4:37
12. Beethoven 4:54
13. Weezer 5:10